# رود سامارگا
رود سامارگا (انگلیسی: Samarga) یک رودخانه در سرزمین پریمورسکی کشور روسیه است.